# Subsecretaría de Inclusión, Seguridad Social y Migraciones
La Subsecretaría de Inclusión, Seguridad Social y Migraciones es la Subsecretaría del Ministerio de Inclusión, Seguridad Social y Migraciones y, como tal, ostenta la representación ordinaria del Ministerio y dirige sus servicios comunes. Es el órgano al que le corresponde la dirección y realización de los proyectos organizativos de ámbito ministerial, así como la coordinación y gestión de los recursos humanos, financieros, tecnológicos y materiales del Departamento.
Además, la Subsecretaría realiza otras funciones como la coordinación de la acción del Departamento en el exterior, la cooperación internacional, sin perjuicio de las competencias del Ministerio de Asuntos Exteriores, Unión Europea y Cooperación, y la coordinación de las Consejerías de Trabajo, Migraciones y Seguridad Social en el exterior, sin perjuicio de la competencia de las Embajadas o Misiones Diplomáticas españolas en el extranjero y de la dependencia directa de los titulares de aquellas respecto del Jefe de Misión Diplomática.

## Historia
La Subsecretaría del Ministerio de Inclusión, Seguridad Social y Migraciones se creó por Real Decreto 10/2020, de 14 de enero, que adecuó las subsecretarías del Gobierno a la reforma ministerial de ese año. Estructurada por primera vez por el Real Decreto 497/2020, de 28 de abril, se le dotó de seis órganos directivos, a saber: la Secretaría General Técnica, un Gabinete Técnico y las subdirecciones generales de Gestión Económica y Oficina Presupuestaria, de Recursos Humanos e Inspección de Servicios, de Servicios y Coordinación, y de Tecnologías de la Información y las Comunicaciones.
En mayo de 2024 se le añadió una nueva Subdirección General de Coordinación y Seguimiento de Fondos Europeos, que en julio de 2025 se transfirió a la Secretaría de Estado de Migraciones. Al mismo tiempo, se reorganizaron sus competencias, pasando lo relativo a inspección de servicios de la Subdirección de Recursos Humanos a una nueva de Atención a la Ciudadanía e Inspección de Servicios.

## Estructura orgánica
Dependen de la Subsecretaría de Inclusión, Seguridad Social y Migraciones los siguientes órganos directivos:
- La Secretaría General Técnica, con rango de Dirección General, que asiste a los órganos del Ministerio en todo lo relacionado con asistencia técnica, jurídica y administrativa, así como en lo relativo a publicaciones y relaciones internacionales.
- La Subdirección General de Gestión Económica y Oficina Presupuestaria, a la que le corresponde, además de las funciones que le son propias como Oficina Presupuestaria; la gestión económico-financiera y de tesorería, así como la coordinación de las cajas pagadoras y la evaluación de programas para conseguir mayor eficiencia en el gasto.
- La Subdirección General de Recursos Humanos, a la que le corresponde la planificación, gestión y administración de los recursos humanos del Departamento y la supervisión de estas políticas en el ámbito de las entidades gestoras y servicios comunes de la Seguridad Social.
- La Subdirección General de Servicios y Coordinación, a la que le corresponde la gestión de los medios materiales del Departamento, muebles e inmuebles, salvo lo relativo a política migratoria, lo referente a la dirección, organización y gestión de bibliotecas, archivos y servicios de documentación, así como los servicios técnicos, de seguridad, de reprografía y, en general, de los servicios generales y de régimen interior.
- La Subdirección General de Tecnologías de la Información y las Comunicaciones, a la que le corresponde lo relativo a sistemas de información, provisión y mantenimiento de equipos informáticos, seguridad informática, así como la elaboración de los planes de digitalización transformación digital del Departamento, incluyendo en todo caso asesoramiento en la materia para los órganos ministeriales.
- La Subdirección General de Atención a la Ciudadanía e Inspección de Servicios, a la que le corresponde gestionar lo referente a inspección de servicios, igualdad de género, transparencia política y protección de datos personales. Asimismo, se encarga de la información administrativa y atención al ciudadano, publicidad institucional y del registro general del Departamento.
- El Gabinete Técnico, como órgano de apoyo y asistencia inmediata al titular de la Subsecretaría.

## Titulares
- Raquel González Peña (2020-2021).[5]
- Verónica Ollé Sesé (2021-2022)[6]
- Alberto José Sereno Álvarez (2022-2023)[7]
- Iria Álvarez Besteiro (agosto-noviembre 2023). Secretaria general técnica; subsecretaria por sustitución.
- Cristina Asacia Navarro Enterría (2023-)[8]

## Presupuesto
La Subsecretaría del Ministerio de Inclusión, Seguridad Social y Migraciones tiene un presupuesto asignado de 61 008 570 € para el año 2023. De acuerdo con los Presupuestos Generales del Estado para 2023, la Subsecretaría participa en un único programa:
| N.º Programa                          | Programa                                                                | Dotación     | Ref.  |
| ------------------------------------- | ----------------------------------------------------------------------- | ------------ | ----- |
| 291M                                  | Dirección y Servicios Generales de Seguridad Social y Protección Social | 61 008 570 € | [ 9 ] |
| Total presupuesto de la Subsecretaría | Total presupuesto de la Subsecretaría                                   | 61 008 570 € |       |